# ماغنوليا من فولاذ
ماغنوليا من فولاذ (بالإنجليزية: Steel Magnolias)‏ هو فيلم دراما كوميدي أمريكي من إخراج هربرت روس وبطولة سالي فيلد، دوللي بارتون، شيرلي ماكلين، داريل هانا، أولمبيا دوكاكيس وجوليا روبرتس، صدر الفيلم في 15 نوفمبر 1989.

## روابط خارجية
- ماغنوليا من فولاذ على موقع IMDb (الإنجليزية)
- ماغنوليا من فولاذ على موقع ميتاكريتيك (الإنجليزية)
- ماغنوليا من فولاذ على موقع الموسوعة البريطانية (الإنجليزية)
- ماغنوليا من فولاذ على موقع روتن توميتوز (الإنجليزية)
- ماغنوليا من فولاذ على موقع نتفليكس (الإنجليزية)
- ماغنوليا من فولاذ على موقع ألو سيني (الفرنسية)
- ماغنوليا من فولاذ على موقع Turner Classic Movies (الإنجليزية)
- ماغنوليا من فولاذ على موقع أول موفي (الإنجليزية)
- ماغنوليا من فولاذ على موقع بوكس أوفيس موجو (الإنجليزية)
- ماغنوليا من فولاذ على موقع فيلمافينيتي (الإسبانية)

لم يتم العثور على روابط لمواقع التواصل الاجتماعي.